# Liste der Bodendenkmäler in Pörnbach
Auf dieser Seite sind die Bodendenkmäler in der oberbayerischen Gemeinde Pörnbach zusammengestellt. Diese Tabelle ist eine Teilliste der Liste der Bodendenkmäler in Bayern. Grundlage ist die Bayerische Denkmalliste, die auf Basis des Bayerischen Denkmalschutzgesetzes vom 1. Oktober 1973 erstmals erstellt wurde und seither durch das Bayerische Landesamt für Denkmalpflege geführt wird. Die folgenden Angaben ersetzen nicht die rechtsverbindliche Auskunft der Denkmalschutzbehörde.

## Bodendenkmäler der Gemeinde

### Bodendenkmäler in der Gemarkung Gotteshofen
| Lage                   | Objekt                                                                     | Akten-Nr.     | Bild |
| ---------------------- | -------------------------------------------------------------------------- | ------------- | ---- |
| Gotteshofen (Standort) | Verebnete Grabhügel vorgeschichtlicher Zeitstellung. Siehe auch: Hügelgrab | D-1-7334-0145 |      |

### Bodendenkmäler in der Gemarkung Puch
| Lage                           | Objekt | Akten-Nr.     | Bild           |
| ------------------------------ | --- | ------------- | -------------- |
| Puch (Standort)                | Gräber vorgeschichtlicher Zeitstellung.                                                                       | D-1-7334-0005 |                |
| Puch (Standort)                | Siedlung vor- und frühgeschichtlicher Zeitstellung.                                                           | D-1-7334-0006 |                |
| Puch Hauptstraße 16 (Standort) | Mittelalterliche und frühneuzeitliche Befunde im Bereich der Katholischen Expositurkirche St. Martin in Puch. | D-1-7334-0131 | weitere Bilder |

### Bodendenkmäler in der Gemarkung Pörnbach
| Lage                              | Objekt | Akten-Nr.     | Bild                                          |
| --------------------------------- | --- | ------------- | --------------------------------------------- |
| Pörnbach (Standort)               | Burgstall des Mittelalters. Siehe auch: Burgstall, Mittelalter                                                                                         | D-1-7334-0003 |                                               |
| Pörnbach Kirchplatz 6 (Standort)  | Mittelalterliche und frühneuzeitliche Befunde im Bereich der Katholischen Pfarrkirche St. Johannes der Täufer in Pörnbach. Siehe auch: neuzeit         | D-1-7334-0004 | Mittelalterliche und frühneuzeitliche Befunde |
| Pörnbach Schloßplatz 1 (Standort) | Mittelalterliche und frühneuzeitliche Befunde im Bereich des ehemaligen Schlosses in Pörnbach und seiner Vorgängerbauten. Siehe auch: Schloss Pörnbach | D-1-7334-0137 | weitere Bilder                                |
| Pörnbach (Standort)               | Abschnittsbefestigung des Mittelalters. | D-1-7434-0002 |                                               |

### Bodendenkmäler in der Gemarkung Raitbach
| Lage                              | Objekt | Akten-Nr.     | Bild                                          |
| --------------------------------- | --- | ------------- | --------------------------------------------- |
| Raitbach Kirchstraße 7 (Standort) | Mittelalterliche und frühneuzeitliche Befunde im Bereich der Katholischen Filialkirche St. Erhard in Raitbach. | D-1-7434-0153 | Mittelalterliche und frühneuzeitliche Befunde |